# Al Buraimi (gouvernement)
Al Buraimi is een gouvernement van Oman.
Al Buraimi telde in 2003 bij de volkstelling 76.838 inwoners op een oppervlakte van 4000 km². In 2010 waren er 72.917 inwoners.
Het gouvernement omvat de volgende districten (wilayat) en hun aantal inwoners in 2010:
- Al Buraimi 63.159
- As Sunaynah	1.385
- Mahadah	8.373.